# Пекински университет
Пекинският университет (на китайски: 北京大学), известен също със съкращението Бейда, е най-голямото и най-старо висше училище в Китай.

## История
Основан е на 3 юли 1898 година, наследник е на Императорския научен институт Таксикуе. През 1920 година е преименуван на Пекински национален университет. След Японското нападение през 1937 година университетът се премества в Кангска.
Учени от университета са членове на научни организации: 53 души – на Китайската академия на науките, 7 д. – на Китайската академия на инженерните науки и др.

## Структура
Университетската научна структура включва 30 колежа и 12 департамента. Някои от тях са:
- Технологичен институт
- Академия за напреднали дисциплини
- Департамент по китайски език и литература
- Департамент по история
- Департамент по философия